# Weingärtnergenossenschaft Neckarsulm-Gundelsheim

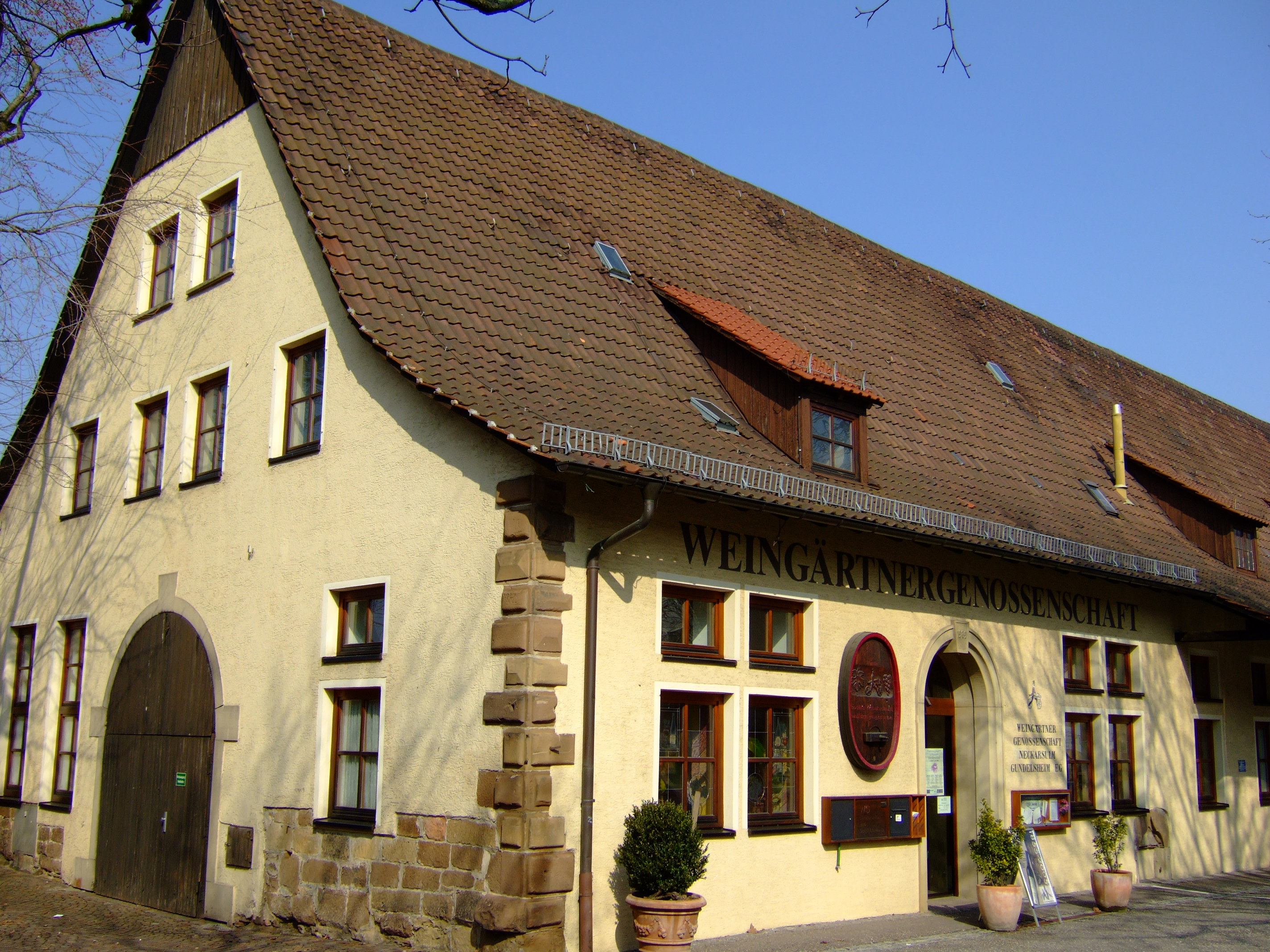
Weingärtnergenossenschaft Neckarsulm-Gundelsheim eG

Die Weingärtnergenossenschaft Neckarsulm-Gundelsheim eG wurde im Jahre 1855 gegründet und ging im Jahr 2007 in der Genossenschaftskellerei Heilbronn-Erlenbach-Weinsberg auf. Bis dahin war sie die älteste noch bestehende Weingärtnergenossenschaft Deutschlands und wahrscheinlich auch der Welt. Ziel dieser Genossenschaft war die gemeinschaftliche Kelterung und Vermarktung ihrer Erzeugnisse. Sie ging aus dem Weinbauverein hervor, der bereits 1834 gegründet wurde.

## Geschichte
Der Weinbau hat in Neckarsulm eine jahrhundertealte Tradition. Bereits im 8. Jahrhundert gab es am unteren Neckar ausgedehnte Weinbauflächen. Und am Ende des 13. Jahrhunderts haben sich am Südhang des Scheuerbergs und am Hungerberg Weingärten befunden. Nach dem Übergang Neckarsulms an das Königreich Württemberg 1805/1806 besaß der Ort vier Keltern: die Schlosskelter, die große Kelter, die kleine Kelter und die Amorbacher Hofkelter. Die beiden letzten wurden 1945 zerstört.

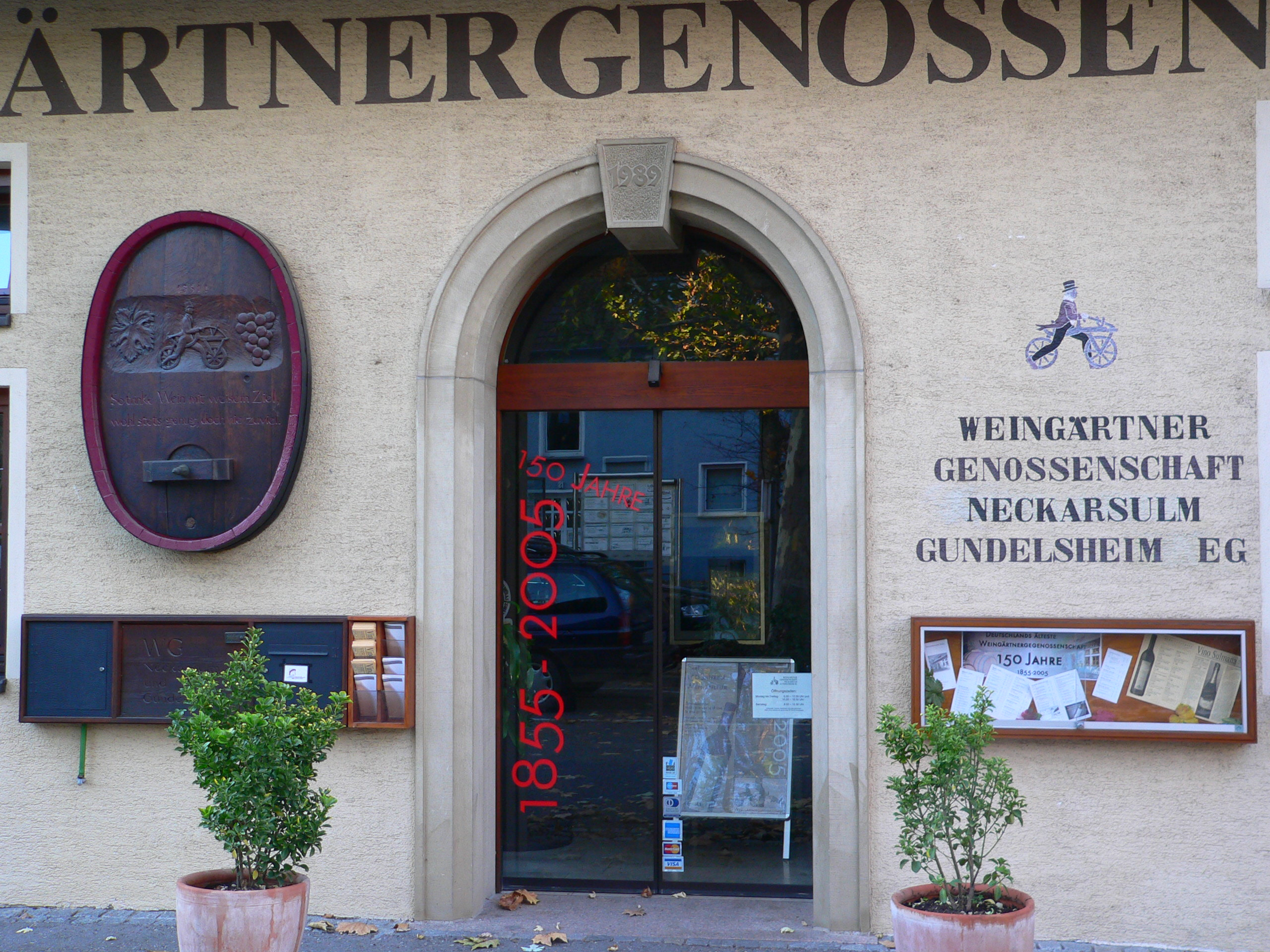
1855–2005: 150 Jahre Weingärtnergenossenschaft Neckarsulm-Gundelsheim eG

Die Zünftigkeit der Weinbauern wurde in Württemberg am 22. April 1828 aufgehoben. Wenige Jahre zuvor hatten sich in Stuttgart und Heilbronn die ersten freien Weingärtnergesellschaften gegründet. In Neckarsulm gründeten am 28. Oktober 1834 der Hotelier Anton Victor Brunner, der Weingärtner Wilhelm Fischer und der Stadtpfleger Fleiner mit fünf weiteren Neckarsulmern einen Weingärtnerverein. Dieser hatte es sich zur Aufgabe gemacht, den Weinbau durch Beschaffung und Austeilung von geeigneten Reben in den dafür geeigneten Lagen zu fördern. Damals gab es ca. 178 Hektar Weinberge. Die wechselvolle Geschichte des Neckarsulmer Weingärtnervereins wurde in einer Chronik ab der Gründung 1834 dokumentiert. Diese Chronik enthielt neben allen wichtigen Ereignissen des laufenden Weinjahres auch Notizen zu Politik und Wirtschaft und stellt deshalb ein großartiges Geschichtsbuch über Neckarsulm dar.
Im Jahre 1855 ging aus diesem Weingärtnerverein die „Association für Bereitung und Verwertung des Weinmostes“ hervor. Sie war damit bis 2007 die älteste noch bestehende Weingärtnergenossenschaft Deutschlands und wahrscheinlich auch der Welt. Ziel dieser Genossenschaft war die gemeinschaftliche Kelterung und Vermarktung ihrer Erzeugnisse. Der Grundgedanke dabei war, dass man sich nicht länger dem Preisdiktat der Weinaufkäufer unterwerfen wollte, die die Preise für den Wein oft willkürlich festsetzten. Wichtig war auch der Qualitätsgedanke und dass gute Bezahlung nur für entsprechend guten Wein gefordert werden konnte. Das beinhaltete zum Beispiel auch den Anbau im „reinen Satz“, das heißt, dass jede Sorte unvermischt angepflanzt wurde und weiterhin auch die passenden Standorte für die edleren Rebsorten notwendig waren. In der Weingärtnergenossenschaft schlossen sich im Jahre 1855 130 Mitglieder zusammen, 1856 zählte sie 157 Mitglieder und im Jahr 1862 waren es bereits 300 Mitglieder. Am zweiten Weihnachtsfeiertag, dem Stephanitag, treffen sich die Weingärtner, um ihre Chronik zu verlesen. Bei solchen Anlässen kreist auch eine 1834 gestiftete silberne Trinkbutte, die etwa einen Schoppen fasst. Auf dieser ist auf der Vorderseite über dem Bildnis Noahs, der biblischen Erzählung nach der erste Winzer, der Vers eingraviert:
„Vater Noah, Wein-Erfinder,

sicher sammeln ihren Wein

deine Neckarsulmer Kinder

dankbar in die Butten ein.“

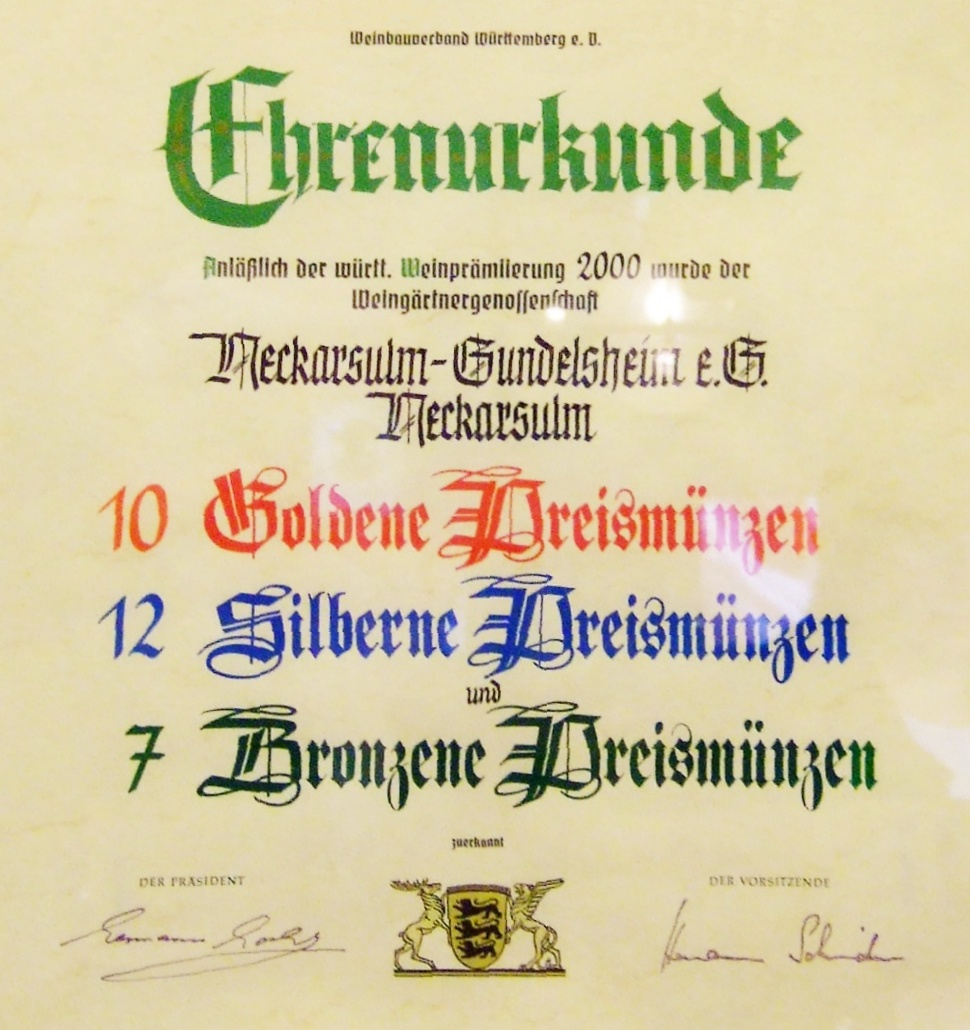
Ehrenurkunde über Preismünzen (2000)

Die Genossenschaft verkaufte bereits kurz nach der Gründung beträchtliche Mengen Weins, in den 15 Jahren von der Gründung bis 1869 betrug der Absatz durchschnittlich 105.000 Liter jährlich. Je nach Ernte schwankte die Absatzmenge jedoch stark: 1861 wurden nur 27.000 Liter abgesetzt, 1868 waren es 285.000 Liter. Durch den Wechsel von der traditionellen Produktion von Schillerwein hin zu sortenreinen Produkten hatte die Genossenschaft ein differenziertes Angebot und konnte damit ausgezeichnete Erlöse erzielen.
Die Bemühungen um bestmögliche Qualität der Weine wurden nach 1850 auf nationalen und internationalen Ausstellungen durch Auszeichnungen gewürdigt. So zum Beispiel 1857 auf dem Cannstatter Volksfest und 1896 bei der deutschen Landwirtschaftsausstellung in Cannstatt. Auf letztgenannter Ausstellung wurde der Neckarsulmer Clevner als bester von 34 ausgestellten Weinen  aus Württemberg ausgezeichnet. Weitere Auszeichnungen in London, Paris. Zürich und Frankfurt folgten. Aus dem Ausland kamen Delegationen nach Neckarsulm, um die Weinbaukultur und die genossenschaftliche Organisation zu studieren: so 1875 aus Ungarn, später aus Siebenbürgen und 1886 aus Tiflis im Kaukasus.
Ab 1923 wurde aus dieser „Association“ die Weingärtner-Gesellschaft GmbH und seit 1939 ist es die Weingärtnergenossenschaft. Im Jahre 1956 trat die Mehrzahl der Gundelsheimer Weingärtner der Neckarsulmer Genossenschaft bei.
Auch in jüngster Zeit erhielten die Weingärtner Neckarsulms für ihre Weine Auszeichnungen. So wurden zum Beispiel vom Weinbauverband Württemberg e. V. im Jahre 2000 anlässlich der württembergischen Weinprämierung zehn goldene, zwölf silberne und sieben bronzene Preismünzen zuerkannt.
Im November 2006 erhielt die Weingärtnergenossenschaft Neckarsulm-Gundelsheim eG letztmals den Ehrenpreis des Weinbauverbands Württemberg für konstante herausragende Leistungen bei den Landesweinprämierungen, im Prüfungsjahr 2006 wurden allein 13 goldene Preismünzen an Neckarsulmer und Gundelsheimer Gewächse vergeben.
Am 20. September 2006 entschied die Mitgliederversammlung der Weingärtnergenossenschaft Neckarsulm-Gundelsheim mit einer Mehrheit von 79 %, ab Jahresbeginn 2007 mit der WG Heilbronn zu kooperieren. Nach einer dreijährigen Kooperationsphase soll dann die Fusion mit der WG Heilbronn erfolgen. Der Grund für diesen Schritt waren wirtschaftliche Probleme der kleineren WG Neckarsulm. Ende Februar 2007 wurde bekannt, dass die Verschmelzung schon im Juni 2007 vollzogen werden soll. Am 18. Juni 2007 stimmten 98,5 % der Wengerter der Weingärtnergenossenschaft Neckarsulm-Gundelsheim der Fusion mit der Genossenschaftskellerei Heilbronn-Erlenbach-Weinsberg zu. Nachdem am 27. Juni 2007 auch die Mitglieder der WG Heilbronn-Erlenbach-Weinsberg auf einer Generalversammlung mit 93 % für einen Zusammenschluss stimmten, erfolgte die Fusion rückwirkend zum 1. Januar 2007.

## Unternehmen

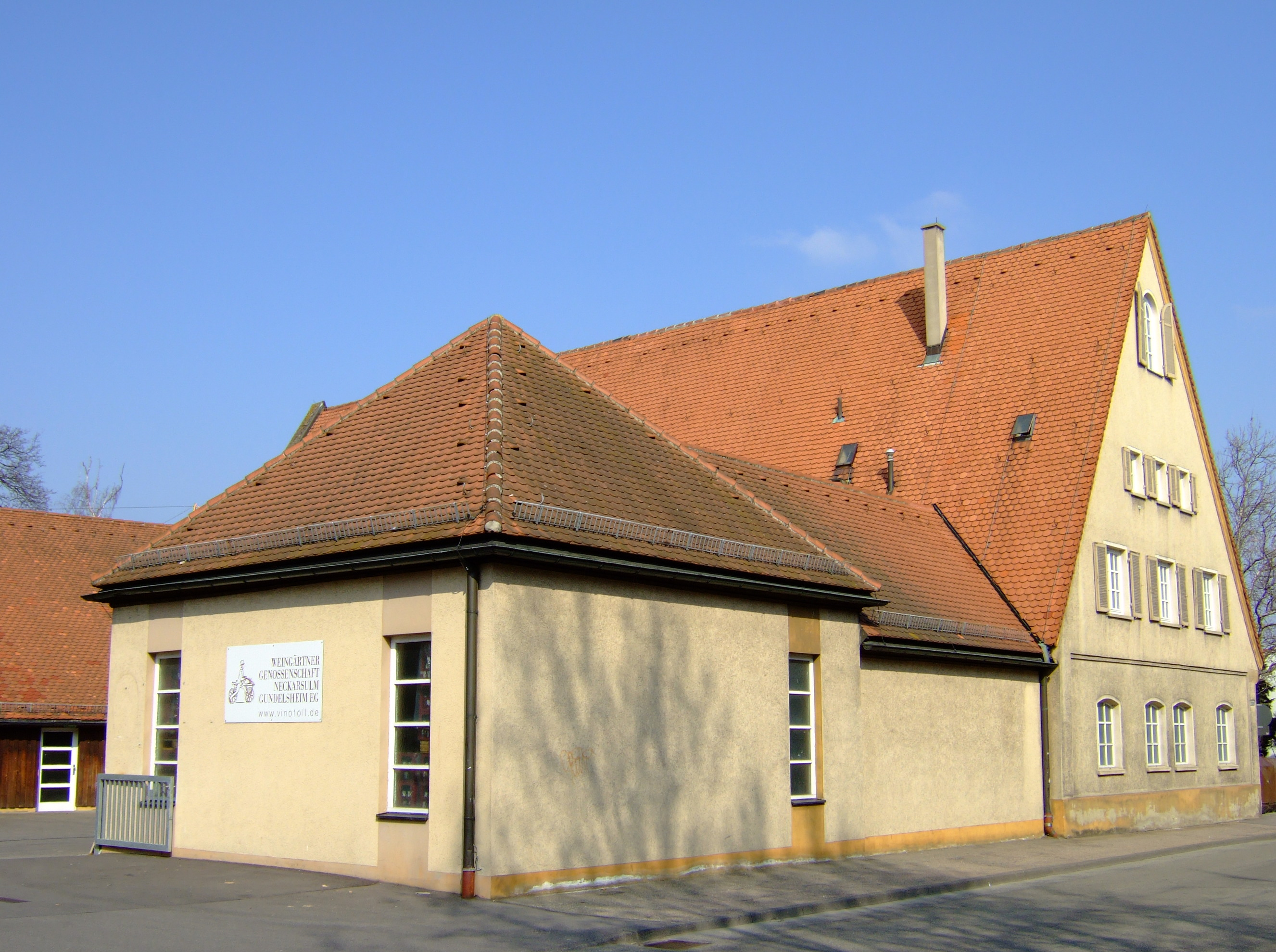
Ehem. Zehntscheuer (rechts) gehört heute zur Weingärtnergenossenschaft

Die Weingärtnergenossenschaft Neckarsulm-Gundelsheim eG hatte zuletzt 70 Mitglieder, die etwa 45 Hektar Ertragsrebfläche bewirtschafteten, davon 13 Hektar in Gundelsheim. Sie befand sich in der ehemaligen Schlosskelter des Deutschordensschlosses Neckarsulm und bewirtschaftete weitere Wirtschaftsgebäude wie zum Beispiel die ehemalige Zehntscheuer. Im Schlosskeller können über 600.000 Liter Wein gelagert werden.
Von den verkauften Weinen gingen:
- 44 % an Weingroßhandlungen und Filialisten,
- 42 % an Endverbraucher,
- 9 % an Gaststätten und
- 5 % an sonstige Wiederverkäufer.

Die Genossenschaft lieferte ins gesamte Bundesgebiet und bot zum Beispiel mit dem Muskattrollinger Weißherbst und verschiedenen Barrique-Weinen noch einige Spezialitäten an. Außerdem hatte sie mit den neuen Marken Villa Sulmana (nach dem alten Namen Neckarsulms) und Ganzhorn (zu Ehren Wilhelm Ganzhorns, der hier von 1859 bis 1878 Oberamtsrichter war) Weine für echte Weinkenner und die gehobene Gastronomie im Programm.

## Einzellagen und Rebsorten
Die Anbaugebiete der Weingärtnergenossenschaft gehörten innerhalb des Weinbaugebiets Württemberg zur Großlage Staufenberg. Es sind dies die Einzellagen Scheuerberg (an der Württemberger Weinstraße) sowie in Gundelsheim die Einzellage Himmelreich:
- Einzellage Scheuerberg:

- Gesamtgröße der Lage: 75 ha
- Haupthimmelsrichtung: West bis Süd
- Höhe über NN: 160 bis 330 m
- Haupthangneigung: mäßig bis steil
- Hauptrebsorten: Trollinger, Schwarzriesling, Heroldrebe, Riesling, Kerner
- Bodenart: Vorwiegend schwere Verwitterungsböden aus Gipskeuper, Lettenkeuper und Schilfsandstein

- Einzellage Himmelreich (am Ende der ehemaligen Schwäbischen Weinstraße):

- Gesamtgröße der Lage: 40 ha
- Haupthimmelsrichtung: Südwest bis Süd
- Höhe über NN: 155 bis 320 m
- Haupthangneigung: mäßig bis stark geneigt, sowie Mauer-Terrassen
- Hauptrebsorten: Weißwein (Riesling, Silvaner, Müller-Thurgau) Rotwein (Lemberger, Trollinger, Schwarzriesling)
- Bodenart: Muschelkalk-Verwitterungsboden, lehmiger Ton

Auf etwa 75 % dieser Flächen wachsen die Rotweinsorten Trollinger, Lemberger, Cabernet Sauvignon, Cabernet Mitos, Dornfelder, Spätburgunder, Samtrot, Schwarzriesling und Heroldrebe. Auf den restlichen 25 % die weißen Sorten Weißriesling, Kerner, Müller-Thurgau, Weißburgunder, Grauburgunder und Traminer.